# Doornvliegenvanger
De doornvliegenvanger (Batis orientalis) is een zangvogel uit de familie Platysteiridae (lelvliegenvangers).

## Verspreiding en leefgebied
Deze soort komt voor in centraal en noordoostelijk Afrika en telt drie ondersoorten:
- B. o. chadensis: van noordoostelijk Nigeria en noordelijk Kameroen tot zuidwestelijk Soedan.
- B. o. lynesi: noordoostelijk Soedan.
- B. o. orientalis: Ethiopië, Eritrea, Somalië en noordelijk Kenia.

## Status
De grootte van de populatie is niet gekwantificeerd maar de soort wordt omschreven als waarschijnlijk vrij algemeen. Op de Rode lijst van de IUCN heeft deze soort de status niet bedreigd.